# انتخابات مجلس الأمن التابع للأمم المتحدة 1999
أُجريت انتخابات مجلس الأمن التابع للأمم المتحدة عام 1999 في 14 أكتوبر 1999  خلال الدورة الرابعة والخمسين للجمعية العامة للأمم المتحدة، التي عقدت في مقر الأمم المتحدة في مدينة نيويورك. انتخبت الجمعية العامة بنجلاديش وجامايكا ومالي وتونس وأوكرانيا أعضاءً غير دائمين في مجلس الأمن التابع للأمم المتحدة لمدة عامين تبدأ في 1 يناير 2000. كانت هذه أول انتخابات لأوكرانيا في المجلس كدولة مستقلة.

## القواعد
يتألف مجلس الأمن من 15 مقعدًا، يشغلها خمسة أعضاء دائمين وعشرة أعضاء غير دائمين. وفي كل عام، يتم انتخاب نصف الأعضاء غير الدائمين لمدة عامين.   ولا يجوز للعضو الحالي أن يترشح على الفور لإعادة انتخابه. 
وفقًا للقواعد التي يتم بموجبها تناوب المقاعد العشرة غير الدائمة في مجلس الأمن بين الكتل الإقليمية المختلفة التي تقسم إليها الدول الأعضاء في الأمم المتحدة تقليديًا لأغراض التصويت والتمثيل،  يتم تخصيص المقاعد الخمسة المتاحة على النحو التالي: 
- مقعدان للدول الإفريقية (تشغلهما الجابون وغامبيا)، أحدهما لـ"المقعد العربي"
- مقعد لبلدان المجموعة الآسيوية (الآن مجموعة آسيا والمحيط الهادئ)[7] (تشغله البحرين)
- مقعد لأمريكا اللاتينية ومنطقة البحر الكاريبي (تشغله البرازيل)
- مقعد لمجموعة أوروبا الشرقية (تشغله سلوفينيا)

ولكي يتم انتخابه، يجب أن يحصل المرشح على أغلبية ثلثي الحاضرين والمصوتين. إذا كان التصويت غير حاسم بعد الجولة الأولى، فسيتم إجراء ثلاث جولات من التصويت المقيد، تليها ثلاث جولات من التصويت غير المقيد، وهكذا، حتى يتم الحصول على نتيجة. في التصويت المقيد، لا يجوز التصويت إلا على المرشحين الرسميين، بينما في التصويت غير المقيد، يجوز التصويت على أي عضو في مجموعة إقليمية معينة، باستثناء أعضاء المجلس الحاليين.

## المرشحون
قبل التصويت، أبلغ رئيس الجمعية العامة، السيد غوريراب، الجمعية العامة بالمرشحين على النحو التالي: بنغلاديش ومالي وتونس من الدول الأفريقية والآسيوية، وجامايكا من دول أمريكا اللاتينية ومنطقة البحر الكاريبي، وسلوفاكيا وأوكرانيا من دول أوروبا الشرقية كمرشحين لا يتمتعان بالتأييد الكامل من مجموعتهما الإقليمية.

## النتائج

### المجموعتين الأفريقية والآسيوية
| نتائج انتخابات الدول الأفريقية والآسيوية | نتائج انتخابات الدول الأفريقية والآسيوية |
| ---------------------------------------- | ---------------------------------------- |
| الدولة                                   | الجولة الأولى                            |
| بنغلاديش                                 | 172                                      |
| تونس                                     | 172                                      |
| مالي                                     | 171                                      |
| ممتنعون                                  | 0                                        |
| بطاقات الاقتراع الباطلة                  | 0                                        |
| الأغلبية المطلوبة                        | 115                                      |

### مجموعة أمريكا اللاتينية ومنطقة البحر الكاريبي
| نتائج انتخابات مجموعة أمريكا اللاتينية ومنطقة البحر الكاريبي | نتائج انتخابات مجموعة أمريكا اللاتينية ومنطقة البحر الكاريبي |
| ------------------------------------------------------------ | ------------------------------------------------------------ |
| الدولة                                                       | الجولة الأولى                                                |
| جامايكا                                                      | 171                                                          |
| ممتنعون                                                      | 0                                                            |
| بطاقات الاقتراع الباطلة                                      | 1                                                            |
| الأغلبية المطلوبة                                            | 114                                                          |

### مجموعة أوروبا الشرقية
| نتائج انتخابات مجموعة أوروبا الشرقية | نتائج انتخابات مجموعة أوروبا الشرقية | نتائج انتخابات مجموعة أوروبا الشرقية | نتائج انتخابات مجموعة أوروبا الشرقية | نتائج انتخابات مجموعة أوروبا الشرقية |
| ------------------------------------ | ------------------------------------ | ------------------------------------ | ------------------------------------ | ------------------------------------ |
| الدولة                               | الجولة الأولى                        | الجولة الثانية                       | الجولة الثالثة                       | الجولة الرابعة                       |
| أوكرانيا                             | 92                                   | 98                                   | 113                                  | 158                                  |
| سلوفاكيا                             | 79                                   | 72                                   | 57                                   | 3                                    |
| ممتنعون                              | 0                                    | 0                                    | 0                                    | 6                                    |
| بطاقات الاقتراع الباطلة              | 1                                    | 1                                    | 0                                    | 1                                    |
| الأغلبية المطلوبة                    | 114                                  | 114                                  | 114                                  | 108                                  |

وقبل الجولة الرابعة من التصويت، نهض السيد تومكا، ممثل سلوفاكيا، ليتكلم. وشكر جميع الوفود على دعمها لترشيح سلوفاكيا لعضوية مجلس الأمن، ثم سحب ترشيح بلاده رسميًا، متمنيًا التوفيق لأوكرانيا.

## روابط خارجية
- وثيقة الأمم المتحدة A/66/PV.37 المحضر الرسمي لجلسة الجمعية العامة، 14 أكتوبر/تشرين الأول 1999